# Чемпіонат України з легкої атлетики 2008
Чемпіонат України з легкої атлетики 2008 серед дорослих був проведений з 1 по 4 липня в Києві на НСК «Олімпійський».

## Призери основного чемпіонату

### Чоловіки
| Дисципліни                | Золото                                                                             | Золото   | Срібло                                                                                   | Срібло   | Бронза                                                                       | Бронза   |
| ------------------------- | ---------------------------------------------------------------------------------- | -------- | ---------------------------------------------------------------------------------------- | -------- | ---------------------------------------------------------------------------- | -------- |
| 100 метрів                | Дмитро Глущенко Київ                                                               | 10,28    | Костянтин Васюков Донецька область                                                       | 10,44    | Сергій Смелик Луганська область                                              | 10,58    |
| 200 метрів                | Ігор Бодров Харківська область                                                     | 20,91    | Дмитро Островський Хмельницька область                                                   | 21,01    | Сергій Смелик Луганська область                                              | 21,23    |
| 400 метрів                | Михайло Книш Вінницька область                                                     | 45,87    | Олексій Рачковський Житомирська область                                                  | 46,51    | Володимир Бураков Київ                                                       | 46,56    |
| 800 метрів                | Віталій Волошин Черкаська область                                                  | 1.49,94  | Олег Лобанов Київ                                                                        | 1.50,49  | Ігор Давидов Київ                                                            | 1.50,65  |
| 1500 метрів               | Микола Лабовський Чернівецька область                                              | 3.42,58  | Іван Гешко Чернівецька область                                                           | 3.42,80  | Василь Цикало Львівська область                                              | 3.44,05  |
| 5000 метрів               | Віталій Рибак Чернівецька область                                                  | 14.10,13 | Олександр Борисюк Волинська область                                                      | 14.10,87 | Ігор Гелетій Івано-Франківська область                                       | 14.11,67 |
| 10000 метрів              | Сергій Лебідь Донецька область                                                     | 28.19,57 | Віталій Шафар Волинська область                                                          | 28.27,77 | Дмитро Сафронов Росія                                                        | 29.01,65 |
| 110 метрів з бар'єрами    | Сергій Демидюк Київ                                                                | 13,81    | Олександр Вахняков Київ                                                                  | 14,01    | Олександр Шагов Донецька область                                             | 14,33    |
| 400 метрів з бар'єрами    | Станіслав Мельников Одеська область                                                | 50,47    | Сергій Бородін Київ                                                                      | 51,60    | Денис Грищук Одеська область                                                 | 51,67    |
| 3000 метрів з перешкодами | Вадим Слободенюк Рівненська область                                                | 8.39,30  | Ілля Сухарєв Київська область                                                            | 8.46,78  | Олексій Гончар Полтавська область                                            | 8.52,58  |
| 4×100 метрів              | Донецька областьКостянтин Васюков Станіслав Пупов Олександр Шагов Олександр Кащеєв | 41,19    | Дніпропетровська областьСергій Вдовиченко Сергій Сагуткін Олег Мірошниченко Іван Лозовий | 41,32    | Полтавська областьОлексій Копищик Андрій Черніков Роман Персань Руслан Пашко | 41,65    |
| 4×400 метрів              | Вінницька областьМихайло Книш Роман Головащенко Володимир Бригинда Віктор Гончарук | 3.08,15  | КиївВіктор Ларіонов Віталій Дубоносов Сергій Бородін Володимир Бураков                   | 3.08,26  | Харківська областьРоман Сологуб Андрій Твердоступ Євген Зюков Дмитро Гарбуз  | 3.09,39  |
| Стрибки у висоту          | Юрій Крімаренко Київська область                                                   | 2,28     | Олександр Нартов Харківська область                                                      | 2,28     | Богдан Бондаренко Харківська область                                         | 2,25     |
| Стрибки з жердиною        | Денис Юрченко Донецька область                                                     | 5,83     | Максим Мазурик Донецька область                                                          | 5,50     | Олександр Корчмід Київська область                                           | 5,50     |
| Стрибки в довжину         | Валерій Васильєв Київ                                                              | 8,04     | Володимир Зюськов Донецька область                                                       | 7,83     | Дмитро Білоцерківський Дніпропетровська область                              | 7,74     |
| Потрійний стрибок         | Віктор Ястребов Київська область                                                   | 17,04    | Євген Семененко Харківська область                                                       | 17,03    | Віктор Кузнєцов Київська область                                             | 17,00    |
| Штовхання ядра            | Андрій Семенов Одеська область                                                     | 19,75    | Андрій Бородкін Хмельницька область                                                      | 19,73    | Віктор Самолюк Київська область                                              | 18,41    |
| Метання диска             | Микита Нестеренко Дніпропетровська область                                         | 62,75    | Олексій Семенов Донецька область                                                         | 61,03    | Дмитро Існюк Дніпропетровська область                                        | 60,57    |
| Метання молота            | Євген Виноградов Київська область                                                  | 80,58    | Артем Рубанко Київська область                                                           | 79,75    | Ігор Тугай Київська область                                                  | 79,46    |
| Метання списа             | Роман Авраменко АР Крим                                                            | 77,48    | Олександр П'ятниця Дніпропетровська область                                              | 77,43    | Олександр Тертичний Київ                                                     | 76,35    |

### Жінки
| Дисципліни                | Золото                                                                         | Золото   | Срібло                                                                               | Срібло   | Бронза                                                                                    | Бронза   |
| ------------------------- | ------------------------------------------------------------------------------ | -------- | ------------------------------------------------------------------------------------ | -------- | ----------------------------------------------------------------------------------------- | -------- |
| 100 метрів                | Наталя Погребняк Харківська область                                            | 11,28    | Ірина Шепетюк Івано-Франківська область                                              | 11,51    | Олена Чебану Харківська область                                                           | 11,52    |
| 200 метрів                | Наталія Пигида Київська область                                                | 23,19    | Ірина Штангеєва Донецька область                                                     | 23,40    | Олена Чебану Харківська область                                                           | 23,60    |
| 400 метрів                | Оксана Щербак Полтавська область                                               | 51,70    | Антоніна Єфремова Донецька область                                                   | 51,98    | Юлія Ірхіна Харківська область                                                            | 52,60    |
| 800 метрів                | Тетяна Петлюк Київ                                                             | 1.58,38  | Юлія Кревсун Донецька область                                                        | 1.58,77  | Наталія Лупу Чернівецька область                                                          | 2.00,96  |
| 1500 метрів               | Ірина Ліщинська Донецька область                                               | 4.04,97  | Наталія Тобіас Донецька область                                                      | 4.05,53  | Анна Міщенко Харківська область                                                           | 4.05,66  |
| 5000 метрів               | Тетяна Головченко Сумська область                                              | 16.09,69 | Юлія Рубан Київська область                                                          | 16.29,06 | Олена Сердюк Харківська область                                                           | 16.33,33 |
| 10000 метрів              | Наталія Беркут Київська область                                                | 31.47,03 | Оксана Скляренко Дніпропетровська область                                            | 33.13,39 | Юлія Ігнатова Одеська область                                                             | 33.38,11 |
| 100 метрів з бар'єрами    | Євгенія Снігур Харківська область                                              | 12,83    | Олена Красовська Київ                                                                | 13,12    | Наталія Забродська Одеська область                                                        | 13,45    |
| 400 метрів з бар'єрами    | Анастасія Рабченюк Київ                                                        | 56,45    | Анна Тітімець Дніпропетровська область                                               | 57,45    | Оксана Волосюк Дніпропетровська область                                                   | 57,94    |
| 3000 метрів з перешкодами | Валентина Горпинич Одеська область                                             | 9.59,99  | Валерія Мара АР Крим                                                                 | 10.17,56 | Оксана Ілютчик Херсонська область                                                         | 10.25,89 |
| 4×100 метрів              | Донецька областьМарія Рємєнь Аліна Хмеленко Дарина Приступа Маргарита Шевчук   | 45,67    | Івано-Франківська областьОксана Кирилович Христина Стуй Марта Кудла Юлія Пташник     | 46,13    | Чернівецька областьРуслана Цихоцька Катерина Щочкіна Севіль Ібрагімова Олена Парнета      | 46,67    |
| 4×400 метрів              | Харківська областьМарина Білаш Тамара Твердоступ Олександр Рижкова Юлія Ірхіна | 3.36,52  | Чернівецька областьВікторія Соколова Ірина Муравйова Ольга Михайличенко Наталія Лупу | 3.37,57  | Запорізька областьОльга Борисенко-Пушкіна Яна Корнута Олександра Пейчева Поліна Безгінова | 3.37,67  |
| Стрибки у висоту          | Віта Стьопіна Миколаївська область                                             | 1,95     | Віта Паламар Запорізька область                                                      | 1,92     | Ірина Михальченко Київ                                                                    | 1,92     |
| Стрибки з жердиною        | Наталія Мазурик Донецька область                                               | 4,30     | Алевтина Руєва Дніпропетровська область                                              | 3,90     | Тетяна Гапішко Миколаївська областьЄвгенія Полушкіна Донецька область                     | 3,80     |
| Стрибки в довжину         | Вікторія Рибалко Запорізька область                                            | 6,72     | Олександра Стаднюк Черкаська область                                                 | 6,42     | Наталія Сорокіна Вінницька область                                                        | 6,40     |
| Потрійний стрибок         | Ольга Саладуха Донецька область                                                | 14,84    | Світлана Мамєєва Харківська область                                                  | 14,26    | Лілія Кулик Харківська область                                                            | 14,24    |
| Штовхання ядра            | Вікторія Дегтяр Одеська область                                                | 15,69    | Тетяна Насонова Одеська область                                                      | 15,86    | Анна Самолюк Київська область                                                             | 15,23    |
| Метання диска             | Наталія Семенова Донецька область                                              | 62,87    | Катерина Карсак Одеська область                                                      | 62,56    | Олена Антонова Дніпропетровська область                                                   | 61,10    |
| Метання молота            | Ірина Секачова Київська область                                                | 74,52    | Ірина Новожилова Херсонська область                                                  | 71,82    | Інна Саєнко Херсонська область                                                            | 70,96    |
| Метання списа             | Тетяна Ляхович Івано-Франківська область                                       | 63,23    | Віра Ребрик АР Крим                                                                  | 59,96    | Ольга Іванкова Харківська область                                                         | 58,42    |

## Окремі чемпіонати
Крім основного чемпіонату в Києві, протягом 2008 в різних містах України були також проведені чемпіонати України в окремих дисциплінах легкої атлетики серед дорослих спортсменів.

### Стадіонні дисципліни
- Зимовий чемпіонат України з легкоатлетичних метань 2008 був проведений 22-24 лютого в Ялті.
- Чемпіонат України з легкоатлетичних багатоборств 2008 був проведений 6-8 червня в Ялті на стадіоні «Авангард».

#### Чоловіки
| Дисципліни               | Золото                                      | Золото | Срібло                         | Срібло | Бронза                              | Бронза |
| ------------------------ | ------------------------------------------- | ------ | ------------------------------ | ------ | ----------------------------------- | ------ |
| Метання диска (зимовий)  | Микита Нестеренко Дніпропетровська область  | 62,83  | Іван Гришин Київська область   | 60,80  | Сергій Пругло АР Крим               | 60,76  |
| Метання молота (зимовий) | Євген Виноградов Київська область           | 76,04  | Артем Рубанко Київська область | 74,40  | Олексій Сокирський АР Крим          | 72,18  |
| Метання списа (зимовий)  | Олександр П'ятниця Дніпропетровська область | 78,54  | Роман Авраменко АР Крим        | 77,18  | Олександр Тертичний Київ            | 76,62  |
| Десятиборство            | Олексій Касьянов Запорізька область         | 8086   | Микола Шульга Київська область | 7258   | Олексій Гордієнко Черкаська область | 7112   |

#### Жінки
| Дисципліни               | Золото                                  | Золото | Срібло                                     | Срібло | Бронза                                | Бронза |
| ------------------------ | --------------------------------------- | ------ | ------------------------------------------ | ------ | ------------------------------------- | ------ |
| Метання диска (зимовий)  | Олена Антонова Дніпропетровська область | 61,53  | Катерина Карсак Одеська область            | 58,71  | Наталія Семенова Донецька область     | 57,40  |
| Метання молота (зимовий) | Ірина Секачова Київська область         | 68,20  | Ірина Новожилова Херсонська область        | 67,00  | Інна Саєнко Херсонська область        | 66,76  |
| Метання списа (зимовий)  | Віра Ребрик АР Крим                     | 56,72  | Маргарита Дорожон Дніпропетровська область | 52,50  | Вікторія Середа Волинська область     | 49,16  |
| Семиборство              | Людмила Йосипенко Київська область      | 6262   | Ганна Мельниченко Полтавська область       | 6203   | Вікторія Добринська Вінницька область | 5597   |

### Шосейна спортивна ходьба
- Зимовий чемпіонат України зі спортивної ходьби 2008 був проведений 6-7 березня в Євпаторії.
- Чемпіонат України зі спортивної ходьби на 20 кілометрів 2008 був проведений 7 червня в Сумах.
- Чемпіонат України зі спортивної ходьби на 50 кілометрів 2008 був проведений 5 жовтня в Івано-Франківську.

#### Чоловіки
| Дисципліни                     | Золото                           | Золото  | Срібло                           | Срібло  | Бронза                                | Бронза  |
| ------------------------------ | -------------------------------- | ------- | -------------------------------- | ------- | ------------------------------------- | ------- |
| Ходьба 20 кілометрів (зимовий) |                                  |         |                                  |         |                                       |         |
| Ходьба 30 кілометрів (зимовий) | Олексій Казанін Донецька область | 2:13.56 | Сергій Будза Київська область    | 2:15.02 | Олексій Шелест Сумська область        | 2:16.16 |
| Ходьба 20 кілометрів           | Андрій Ковенко Вінницька область | 1:22.38 | Назар Коваленко Київська область | 1:24.21 | Сергій Будза Київська область         | 1:24.28 |
| Ходьба 50 кілометрів           | Донатос Шкарнуліс Литва          | 3:56.55 | Олексій Шелест Сумська область   | 4:01.45 | Олександр Романенко Вінницька область | 4:10:02 |

#### Жінки
| Дисципліни                     | Золото                            | Золото  | Срібло                         | Срібло  | Бронза                             | Бронза  |
| ------------------------------ | --------------------------------- | ------- | ------------------------------ | ------- | ---------------------------------- | ------- |
| Ходьба 20 кілометрів (зимовий) |                                   |         |                                |         |                                    |         |
| Ходьба 20 кілометрів           | Віра Зозуля Тернопільська область | 1:27.27 | Людмила Шелест Сумська область | 1:34.06 | Олена Мірошниченко Сумська область | 1:34.35 |

### Гірський біг та крос
- Чемпіонат України з гірського бігу 2008 був проведений 1 червня в Сколе[1].
- Весняний чемпіонат України з кросу 2008 був проведений 15-16 березня в Цюрупинську[2][3].
- Осінній чемпіонат України з кросу 2008 був проведений 25-26 жовтня в Кіровограді.

#### Чоловіки
| Дисципліни            | Золото                                 | Золото | Срібло                               | Срібло | Бронза                                   | Бронза |
| --------------------- | -------------------------------------- | ------ | ------------------------------------ | ------ | ---------------------------------------- | ------ |
| Гірський біг (8 км)   | Сергій Бондар Київ                     |        | Сергій Марчук Волинська область      |        | Руслан Пєчніков Київ                     |        |
| Крос 4 км (весняний)  | Богдан Семенович Київська область      | 12.18  | Тарас Сало Львівська область         | 12.20  | Михайло Богданов Херсонська область      | 12.21  |
| Крос 10 км (весняний) | Ігор Гелетій Івано-Франківська область | 31.52  | Тарас Сало Львівська область         | 31.55  | Богдан Семенович Київська область        | 32.06  |
| Крос 4 км (осінній)   | Вадим Слободенюк Рівненська область    | 11.29  | Дмитро Барановський Київська область | 11.32  | Андрій Мельник Івано-Франківська область | 11.34  |
| Крос 10 км (осінній)  | Євген Божко Харківська область         | 29.16  | Михайло Іверук Рівненська область    | 29.20  | Віталій Рибак Чернівецька область        | 29.24  |

#### Жінки
| Дисципліни           | Золото                                    | Золото | Срібло                               | Срібло | Бронза                                | Бронза |
| -------------------- | ----------------------------------------- | ------ | ------------------------------------ | ------ | ------------------------------------- | ------ |
| Гірський біг (8 км)  | Наталія Малая Закарпатська область        |        | Оксана Петрова Львівська область     |        | Наталія Крушинська Київ               |        |
| Крос 4 км (весняний) | Оксана Скляренко Дніпропетровська область | 13.55  | Юлія Рубан Київська область          | 14.20  | Олена Білощук Хмельницька область     | 14.49  |
| Крос 8 км (весняний) | Оксана Скляренко Дніпропетровська область | 28.58  | Юлія Рубан Київська область          | 29.21  | Людмила Коваленко Житомирська область | 29.24  |
| Крос 4 км (осінній)  | Світлана Станко Рівненська область        | 13.49  | Тетяна Вернигор Харківська область   | 13.55  | Наталія Крушинська Київ               | 14.10  |
| Крос 8 км (осінній)  | Людмила Коваленко Житомирська область     | 27.43  | Анна Мігель Дніпропетровська область | 28.15  | Тетяна Вернигор Харківська область    | 29.00  |

### Шосейний біг
- Чемпіонат України з бігу на 10 кілометрів 2008 був проведений 30 серпня у Слов'янську.
- Чемпіонат України з бігу на 20 кілометрів 2008 був проведений 27 квітня в Дніпропетровську.
- Чемпіонат України з марафонського бігу 2008 був проведений 27 вересня у Білій Церкві в межах Білоцерківського марафону.
- Чемпіонат України з добового бігу 2008 був проведений 13-14 вересня у Києві.

#### Чоловіки
| Дисципліни    | Золото                               | Золото     | Срібло                            | Срібло     | Бронза                                | Бронза     |
| ------------- | ------------------------------------ | ---------- | --------------------------------- | ---------- | ------------------------------------- | ---------- |
| 10 кілометрів | Віталій Рибак Чернівецька область    | 29.47      | Євген Божко Харківська область    | 29.58      | Василь Ремщук Вінницька область       | 30.07      |
| 20 кілометрів | Віталій Рибак Чернівецька область    | 1:00.11    | Тарас Сало Львівська область      | 1:00.23    | Микола Юхимчук Волинська область      | 1:00.29    |
| Марафон       | Олексій Рибальченко Донецька область | 2:18.13    | Микола Юхимчук Волинська область  | 2:18.48    | Сергій Оксенюк Волинська область      | 2:21.11    |
| Добовий біг   | Костянтин Баранкевич Одеська область | 194,000 км | Олександр Борт Херсонська область | 175,878 км | Олександр Пономарьов Донецька область | 172,000 км |

#### Жінки
| Дисципліни    | Золото                            | Золото     | Срібло                                    | Срібло     | Бронза                             | Бронза     |
| ------------- | --------------------------------- | ---------- | ----------------------------------------- | ---------- | ---------------------------------- | ---------- |
| 10 кілометрів | Ілона Барванова АР Крим           | 34.15      | Олена Шурхно Донецька область             | 34.23      | Юлія Ігнатова Одеська область      | 34.29      |
| 20 кілометрів | Юлія Ігнатова Одеська область     | 1:08.26    | Оксана Скляренко Дніпропетровська область | 1:09.13    | Олена Білощук Хмельницька область  | 1:11.51    |
| Марафон       | Олена Білощук Хмельницька область | 2:39.51    | Ольга Чайка Чернігівська область          | 2:53.37    | Людмила Деканенко Донецька область | 2:57.57    |
| Добовий біг   | Ольга Абрамовських Росія          | 164,575 км | Ірина Петренко Київська область           | 149,150 км | Світлана Самаріна Київ             | 142,564 км |